# Mespaul
Mespaul é uma comuna francesa na região administrativa da Bretanha, no departamento Finisterra. Estende-se por uma área de 11,55 km². Em 2010 a comuna tinha 986 habitantes (densidade: 85,4 hab./km²).